# Vildé-Guingalan
 Vildé-Guingalan  (en bretón Gwilde-Gwengalon) es una población y comuna francesa, en la región de Bretaña, en el departamento de Côtes-d'Armor, en el distrito de Dinan y en el cantón de Plélan-le-Petit.

## Demografía
| 568 | 594 | 644 | 793 | 820 | 878 |
| Para los censos de 1962 a 1999 la población legal corresponde a la población sin duplicidades (Fuente: INSEE [Consultar]) |     |     |     |     |     |